# The Domination
Die Romanreihe The Domination oder The Domination of the Draka ist eine Dystopie, die zugleich der Alternate History zuzuordnen ist. Im Wesentlichen besteht sie aus vier auch einzeln erschienenen Büchern.

## Inhalt
Der Autor S. M. Stirling beschreibt eine fiktive Gesellschaft, die Elemente aus einer Reihe von historischen Gesellschaften (Sparta, amerikanische Südstaaten, osmanisches Reich etc.) enthält. Das „Dominion of the Draka“, so die offizielle Bezeichnung des Staates, ist zu Beginn des Buches in Afrika und Südwest-Asien angesiedelt. Während des „Eurasian War“, einer Entsprechung zu unserem Zweiten Weltkrieg, breitet sich das „Dominion“ nach der Vernichtung Nazi-Deutschlands über fast ganz Eurasien aus. Danach wird der Kalte Krieg zwischen dem „Dominion“ und den Vereinigten Staaten von Amerika und ihren Verbündeten (später „Aliance for Democracy“) weiter ausgebaut. Das Dominion nimmt hier durch Elemente wie Sklaverei, Rassismus und Militarismus die genau gegensätzliche Rolle zu den  USA ein und wird so auch als "Anti-USA" bezeichnet. Im Laufe des Buches entwickelt sich die Technologie durch den gegenseitigen Druck schneller, wodurch gegen Mitte des letzten Kapitels die interplanetare Raumfahrt zur Normalität geworden ist. Am Ende des Romans steht ein totaler biologischer und atomarer Krieg, in dem die „Alliance for Democracy“ im Erd-Sonnensystem zerstört und ein Großteil der Menschheit vernichtet wird. Das Dominion erringt jedoch keinen vollständigen Sieg und muss den Überlebenden der Alliance eine künftige Vollbürgerschaft garantieren.

## Ausgaben
- Teil 1: Marching through Georgia. Baen Pub., New York 1988, ISBN 0-671-65407-1.
- Teil 2: Under the yoke. Baen Books/ Simon & Schuster, New York 1989, ISBN 0-671-69843-5.
- Teil 3: The stone dogs. Baen Books/ Simon & Schuster, New York 1990, ISBN 0-671-72009-0.
- Teil 4: Drakon. Baen Books, Riverdale, NY 1996, ISBN 0-671-87711-9.
- S. M Stirling: The domination. Baen Books/ Simon & Schuster, Riverdale, NY; New York 1999, ISBN 0-671-57794-8.